# هانت داونر
اللواء هنتنغتون بلير داونر الابن المعروف باسم هانت داونر (ولد في 28 أبريل 1946) سياسي جمهوري في ولاية لويزيانا الأمريكية الذي عمل مساعد عام للحرس الوطني للدولة وأول مدير على الإطلاق من لويزيانا لشؤون المحاربين القدامى.
الرئيس السابق لمجلس نواب لويزيانا من هوما في باريش تيريبون في جنوب لويزيانا ترشح داونر لمنصب حاكم لويزيانا في عام 2003 وحل في المركز السادس.
شارك في عملية عاصفة الصحراء من أكتوبر 1990 إلى مايو 1991.